# François Charles Vernhes
Pour les articles homonymes, voir Vernhes.
François Charles Vernhes est un homme politique français né le 5 novembre 1769 à Saint-Jean-d'Alcapiès (Aveyron) et mort le 22 septembre 1852 à Rodez (Aveyron).

## Biographie
Commissaire ordonnateur dans l'administration militaire, il est chef de division au ministère de la guerre, puis sous intendant militaire en 1819.
Il est conseiller général du canton de Naucelle de 1833 à 1848 et député de l'Aveyron pendant les Cent-Jours, puis 1831 à 1846, siégeant dans la majorité soutenant les ministères de la Monarchie de Juillet.

## Sources
- « François Charles Vernhes », dans Adolphe Robert et Gaston Cougny, Dictionnaire des parlementaires français, Edgar Bourloton, 1889-1891 [détail de l’édition]